# Allied Forces Southern Europe

Wappen des AFSOUTH und des späteren JFC Naples

Allied Forces Southern Europe (AFSOUTH; deutsch: Alliierte Streitkräfte Südeuropa) war von 1951 bis 2004 ein operativer Kommandobereich der NATO mit Hauptquartier bei Neapel, Italien. Er unterstand dem alliierten Kommandobereich Allied Command Europe (ACE).
Aus den früheren Strukturen der AFSOUTH wurde ab März 2004 das Hauptkommando Allied Joint Force Command Naples (JFC Naples) transformiert.
Zum ehemaligen Verantwortungsbereich (area of responsibility) der AFSOUTH gehörten die Staaten: Portugal, Italien, Griechenland, Türkei, ab 1982 auch Spanien und ab 1999 Ungarn. Er umfasste außerdem das Schwarze Meer, das Asowsche Meer, das gesamte Mittelmeer und die Zugänge vom Atlantik zur Straße von Gibraltar östlich der Länge 7° 23’ 48” W sowie ein Gebiet rund um die Kanarischen Inseln und den dazugehörigen Luftraum. Die Region war durch die neutralen Staaten Schweiz und Österreich geographisch von der AFCENT-Region getrennt.
Der Befehlshaber von AFSOUTH war ein Offizier im Rang eines Viersterneadmirals oder Viersternegenerals der USA.

## Struktur im Kalten Krieg

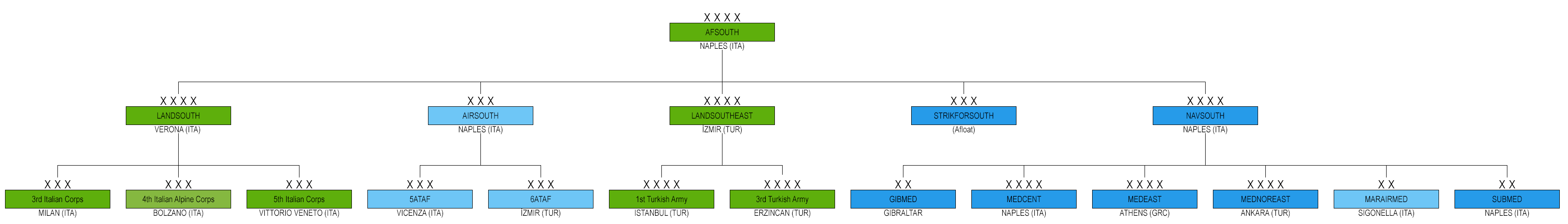
AFSOUTH-Kommandostruktur 1989

AFSOUTHs Kommandostruktur im Kalten Krieg:
- Allied Command Europe, in Mons, Belgien
  - Allied Forces Southern Europe (AFSOUTH), in Neapel, Italien
    - Allied Land Forces Southern Europe (LANDSOUTH), in Verona, Italien
      - III. (IT) Armeekorps, in Mailand
      - IV. (IT) Armeekorps, in Bozen
      - V. (IT) Armeekorps, in Vittorio Veneto

    - Allied Land Command|Allied Land Forces Southeastern Europe (LANDSOUTHEAST), in Izmir, Türkei
      - 1. (TR) Armee, in Istanbul
      - 2. (TR) Armee, in Malatya
      - 3. (TR) Armee, in Erzincan

    - Allied Land Forces South-Central Europe (LANDSOUTHCENT) in Larisa, Griechenland, ein geplantes, aber nicht aktiviertes HQ für das Griechische Heer
    - Allied Air Forces Southern Europe (AIRSOUTH), in Neapel, Italien
      - Fifth Allied Tactical Air Force (5 ATAF), in Vicenza, Italien
      - Sixth Allied Tactical Air Force (6 ATAF), in İzmir, Türkei
      - Seventh Allied Tactical Air Force (7 ATAF) in Larissa, Griechenland, ein geplantes, aber nicht aktiviertes HQ für die Griechische Luftwaffe

    - Allied Maritime Command Naples|Allied Naval Forces Southern Europe (NAVSOUTH), in Neapel, Italien, mit den folgenden national geführten Kommanden:
      - Commander Gibraltar Mediterranean (COMGIBMED), in Gibraltar, unter dem Kommandeur der British Forces Gibraltar
      - Commander Western Mediterranean (MEDWEST), unter einem Admiral der französischen Marine, bis 1962 in Algier, dann in Toulon, nachdem Frankreich 1966 die integrierte Kommandostruktur der NATO verlassen hatte, wurde der Kommandobereich von NAVSOUTH direkt übernommen.
      - Commander Central Mediterranean (COMEDCENT), in Neapel, unter einem Admiral der italienischen Marine
      - Commander Eastern Mediterranean (COMEDEAST), in Athen, unter einem Admiral der griechischen Marine
      - Commander South-Eastern Mediterranean (MEDSOUTHEAST), unter einem Admiral der britischen Marine in Malta, nach der Auflösung der britischen Mittelmeerflotte wurde der Kommandobereich von NAVSOUTH direkt übernommen.
      - Commander North-eastern Mediterranean (COMEDNOREAST), in Ankara, unter einem Admiral der türkischen Marine (inkl. des Schwarzen Meers)
      - Commander Maritime Air Forces Mediterranean (COMMARAIRMED), in Neapel, unter dem Kommandeur des Fleet Air Wing Mediterranean der US Navy
      - Commander Submarines Mediterranean (COMSUBMED), in Neapel, unter dem Kommandeur der 8. U-Boot Gruppe der US Navy

    - Naval Striking and Support Forces Southern Europe (STRIKFORSOUTH), in Neapel, Italien, gleichzusetzen mit der 6. Flotte der US Navy